# Corticium invisum
Corticium invisum är en svampart som beskrevs av Petch 1925. Corticium invisum ingår i släktet Corticium och familjen Corticiaceae.   Inga underarter finns listade i Catalogue of Life.